# Женщины для утешения
Женщины для утешения — эвфемизм, вошедший в употребление в годы Второй мировой войны для обозначения женщин, вынужденных быть сексуальными рабынями для обслуживания солдат и офицеров Императорской армии Японии в оккупированных странах и территориях до и во время Второй мировой войны. Термин «женщины для утешения» является дословным переводом японского слова ианфу (часть эвфемизма 慰安婦), которым назвали таких женщин. Сами публичные дома назывались «станциями утешения».
Оценки того, сколько женщин было вовлечено, колеблются от 20 000 (японский историк Икухико Хата) до 360 000—410 000 (китайский учёный Хуан Хуа Лун); точные цифры всё ещё изучаются и обсуждаются. Большинство женщин были из оккупированных стран, включая Корею, Китай и Филиппины. Женщины использовались для военных «станций утешения» в Бирме, Таиланде, Вьетнаме, Малайе, Маньчжоу-Го, Тайване (тогда находившемся в составе Японии), Голландской Ост-Индии, Португальском Тиморе, Новой Гвинее и других оккупированных Японией территориях. «Станции» создавались сначала в Японии, Китае, на Филиппинах, в Индонезии, затем в Малайе, Таиланде, Бирме, Новой Гвинее, Гонконге, Макао и Французском Индокитае. Относительно небольшое число женщин европейского происхождения было также из Нидерландов и Австралии, причём, по оценкам, только голландских женщин было от 200 до 400.
Согласно свидетельским показаниям, молодые женщины похищались из своих домов в странах, находившихся под властью Японской Империи. Во многих случаях женщин привлекали обещаниями работы на фабриках или в ресторанах. В некоторых случаях пропаганда провозглашала равенство и обещала содействие в получении высшего образования. Также жертв заманивали обещаниями работы в качестве медсестёр на аванпостах или японских военных базах; после вербовки их насильно удерживали в «станциях утешения» как внутри своих стран, так и за рубежом.
Данная тема до сих пор является чувствительным вопросом в отношениях Японии с Кореей и Китаем, а также внутри японского общества и политического класса. Националистически настроенные японские исследователи и политики считают «женщин для утешения» проститутками и настаивают на добровольном характере их работы в армейских борделях.

## История
В 1932 году в руки генерал-лейтенанта Ясудзи Окамуры попали 223 доклада об изнасилованиях местных женщин японскими солдатами на оккупированной территории Китая. В связи с этим генерал-лейтенант обратился к командованию с предложением о создании «станций утешения», обосновав это тем, что «станции создаются для уменьшения антияпонских настроений, возникавших на оккупированных территориях, а также ради необходимости не допустить снижения боеспособности солдат из-за появления у них венерических и других заболеваний».
Первая «станция утешения» была открыта в 1932 году в Шанхае, куда были направлены женщины из Японии. Однако со временем число станций увеличилось, а вместе с этим вырос спрос. Тогда секс-рабынь стали привозить из индонезийских и филиппинских лагерей для интернированных, а на оккупированных территориях публиковались объявления о приёме «на работу» молодых женщин.
По разным подсчётам на «станциях утешения» прошло от 50 до 300 тыс. изнасилований молодых женщин, многие из которых были моложе 18 лет. До конца войны дожила лишь четвёртая часть из них; каждую насиловали по 20—30 солдат в день.

Неважно, утро было или день, — один солдат выходил, другой тут же входил.
Мы пытались отговорить друг друга от суицида, но случаи всё же были.
Некоторые воровали у солдат опиум и принимали его в больших количествах, погибая от передозировки.
Другие пачками принимали незнакомые лекарства, надеясь, что это прервёт их жизнь.
Третьи вешались на своей одежде в туалете.
— одна из бывших «женщин для утешения» Пак Кумджу
Еженедельно женщин осматривали врачи на предмет венерических заболеваний. Бывали случаи, когда военные доктора сами насиловали здоровых. В случае заражения им вводили «препарат 606». Беременным женщинам тоже вводили этот препарат с целью спровоцировать выкидыш. Препарат обладает нежелательным побочным эффектом, который приводил к бесплодию.
Количество «станций утешения» росло, покрывая всю территорию Японской империи. 3 сентября 1942 года в сообщении на заседании руководителей министерства армии указывалось, что всего существует 400 «станций утешения»:

В Северном Китае находится 100 «станций утешения», в Центральном Китае — 140, в Южном — 40, в Юго-Восточной Азии — 100, в Южных морях — 10, на Сахалине — 10.

С появлением «станций утешения» случаи изнасилований местных женщин не прекратились, поскольку солдатам приходилось платить за каждый визит.
«Станции» были разделены на три группы. Первые находились под прямым управлением японского военного командования. Вторые, самые большие по численности, формально контролировались частными лицами, но де-факто находились в подчинении военных. Третьи же были в частных руках, и туда пускали как военных, так и обычных японцев. «Станции утешения» прекратили своё существование с поражением и уходом японцев с оккупированной территории.
По поводу характера и масштабов этого явления в японской, китайской и корейской историографии идёт полемика. Японские историки, как правило, представляют якобы сугубо частный и «добровольный» характер проституции. Китайские и корейские историки указывают на факты похищения и насильственного принуждения девушек к проституции на «станциях утешения», свидетельствующие о прямом умысле на совершение данных преступлений со стороны японского командования.
В 1990-е годы японское правительство несколько раз приносило извинения за вовлечение женщин в проституцию, однако в финансовой компенсации им отказывало. 2 марта 2007 года японский премьер-министр Синдзо Абэ заявил, что организованный характер массового вовлечения женщин в проституцию не доказан, однако под нажимом американского посла уже 26 марта выразил сожаление по поводу нарушений прав человека, которые имели место на «станциях утешения».
После разразившегося в марте 2007 года в связи с заявлениями Абэ международного скандала Палата представителей США приняла 30 июля резолюцию, призывающую Японию принять на себя историческую ответственность за содержание «станций утешения». В ноябре 2007 года подобную резолюцию приняла нижняя палата канадского парламента, в декабре — Европарламент.
28 декабря 2015 года правительство Японии признало свою ответственность за сексуальную эксплуатацию женщин в годы Второй мировой войны и объявило о готовности выплачивать компенсации жертвам. В то время правительство Республики Кореи заявило, что соглашение с японской стороной по данному вопросу было достигнуто. В Сеуле напротив японского посольства в 2011 году была поставлена Статуя мира (скульпторы Ким Сон Кюн и Ким Юн Сун), олицетворяющая «женщину для утешения».
4 января 2017 г. Япония направила официальный протест Республике Корее из-за высказываний президента Мун Чжэ Ина о проблеме так называемых «женщин для утешения».
24 сентября 2017 году в американском городе Сан-Франциско прошла церемония установки памятника «женщинам для утешения» (скульптор Стивен Уайт). На церемонии открытия монумента присутствовала одна из жертв «станций утешения» — Юн Су Ли.
24 ноября 2017 года парламент Республики Кореи установил 14 августа как День памяти «женщин для утешения» (кор. 세계 위안부의 날).
28 декабря 2017 года президент Республики Кореи Мун Чжэ Ин заявил, что подписанное с Японией в 2015 году соглашение о «женщинах для утешения» неприемлемо для жителей Южной Кореи, так как содержит ряд важных недостатков.
5 мая 2019 г. в городе Гуйлине Гуанси-Чжуанского автономного района (юг Китая) умерла единственная китайская жертва сексуального рабства военного времени, которая публично призналась, что родила сына от японского солдата.
9 августа 2021 г. в Берлине прошел митинг, посвященный 30-летию первого публичного свидетельства жертв сексуального рабства на японских «станциях утешения» во время Второй мировой войны.